# Cratere Caparronia
Caparronia è un cratere sulla superficie di 4 Vesta.